# Stephanie Beckert
Stephanie Beckert (Erfurt, 30 maggio 1988) è una pattinatrice di velocità su ghiaccio tedesca.
Ha un fratello, Patrick, anch'egli pattinatore di velocità olimpionico.

## Palmarès

### Olimpiadi
- Oro a Vancouver 2010 nell'inseguimento a squadre.
- Argento a Vancouver 2010 nei 3000 metri.
- Argento a Vancouver 2010 nei 5000 metri.

### Mondiali - Distanza singola
- Argento a Inzell 2011 nei 5000 metri.
- Argento a Heerenveen 2012 nei 3000 metri.
- Argento a Heerenveen 2012 nei 5000 metri.
- Bronzo a Inzell 2011 nei 3000 metri.
- Bronzo a Inzell 2011 nell'inseguimento a squadre.